# Distrito de Emperador
El distrito de Emperador fue un antiguo distrito del departamento de Panamá (luego provincia de Panamá) creado por la Ley 46 de 1882. Tuvo como cabecera al pueblo de Emperador, ubicado a las orillas del ferrocarril de Panamá.
Con la construcción del Canal Francés, la zona tuvo un repunte poblacional y comercial que motivó la creación del distrito. Emperador se ubicaba a 21,3 km de la Ciudad de Panamá.
Debido al Tratado Hay-Bunau Varilla con Estados Unidos el 18 de noviembre de 1903, se creó la nueva jurisdicción de la Zona del Canal de Panamá que estaría bajo tutela estadounidense, y gran parte del territorio de Emperador quedó bajo él. Por la Ley 13 de 1907, los territorios sobrantes al oeste de la Zona del Canal fueron asimilados por el distrito de Arraiján, mientras los que se ubicaban al este de la zona fueron asimilados por el distrito de Panamá.